# Joseph de Raemy
Joseph de Raemy, né le 8 avril 1800 à Fribourg et mort dans la même ville le 12 mars 1873, est un ingénieur et architecte du canton de Fribourg, en Suisse, actif dans les domaines des voies de communication autant que des bâtiments. Il a été inspecteur général des routes, puis le premier ingénieur cantonal fribourgeois des ponts et chaussées (1828-1847).

## Biographie
Joseph de Raemy est le fils du Conseiller d’État Philippe, dit Gros Raemy (1767-1836), de Schmitten. Il épouse en 1846 sa cousine Pauline-Joséphine de Raemy.
Après avoir fréquenté le collège des Jésuites de Lucerne en 1819-1820, il se forme en 1821 à Knonau dans l’institut récemment créé par l’ingénieur Johann Jakob Frey, puis se perfectionne à Lausanne chez l’ingénieur Adrien Pichard en 1823-1824, avant de partir étudier en France comme auditeur à l’École polytechnique de Paris en 1824-1825. Enfin, il s’établit vers 1825 à Fribourg, à la fois comme ingénieur et architecte. Officier d’artillerie ayant passé par l’école de Thoune (1824-1826), il ambitionne aussi une carrière politique, siégeant comme député au Grand Conseil de 1826-1831. Il est même élu au Conseil communal de Fribourg après la tentative de putsch radical de janvier 1847, mais n’y siègera que neuf mois comme responsable de l’édilité, le temps d’établir un projet de « Pavés pour les principales rues de la ville de Fribourg ». Cette ambition politique est en effet brisée par le retour des anciennes autorités en novembre 1847.
Si sa carrière d’ingénieur est importante, en raison de la construction de nombreuses routes, son activité d’architecte n’en est pas moins brillante, bien qu’on lui ait refusé en 1830 le titre d’architecte et la fonction d’Intendant des bâtiments de l’État, poste laissé libre par le décès de Jean-Joseph de Werro. Aloys Lauper, en marge de son étude du manoir de Weck de Villars d’En bas à Pierrafortscha, énumère ses nombreuses constructions à Fribourg et à Romont, ainsi que dans les campagnes environnantes. Le patriciat fribourgeois lui doit notamment le manoir de Rosière, à Grolley (1829), à Fribourg celui des Bonnes-Fontaines (1833-1835) et de Windig (1840-1843), ou encore à Rue celui des Augustins (1859-1861).